# Sarcohyla hazelae
Espèce
Statut de conservation UICN

 VU  : Vulnérable
Synonymes
- Hyla hazelae Taylor, 1940 "1939"
- Plectrohyla hazelae Faivovich, Haddad, Garcia, Frost, Campbell, and Wheeler, 2005

Sarcohyla hazelae est une espèce d'amphibiens de la famille des Hylidae.

## Répartition
Cette espèce est endémique de l'État d'Oaxaca au Mexique. Elle se rencontre entre 2 200 et 2 865 m d'altitude sur le cerro San Felipe dans la sierra Aloapaneca.

## Étymologie
Cette espèce est nommée en l'honneur d'Hazel Roberts.

## Publication originale
- Taylor, 1940 "1939" : New species of Mexican Anura. University of Kansas Science Bulletin, vol. 26, no 11, p. 385-405 (texte intégral).